# Oulad Bouali Loued
Oulad Bouali Loued (en àrab أولاد بوعلي الواد, Ūlād Būʿalī al-Wād ; en amazic ⵡⵍⴰⴷ ⴱⵓⵄⵍⵉ ⵍⵡⴰⴷ) és una comuna rural de la província d'El Kelâa des Sraghna, a la regió de Marràqueix-Safi, al Marroc. Segons el cens de 2014 tenia una població total de 6.822 persones.